# Лесьнево (Поморське воєводство)
Лесьнево (пол. Leśniewo, нім. Leßnau) — село в Польщі, у гміні Пуцьк Пуцького повіту Поморського воєводства.
Населення — 1469 осіб (2011).
У 1975-1998 роках село належало до Гданського воєводства.

## Демографія
Демографічна структура станом на 31 березня 2011 року:
|          | Загалом | Допрацездатний вік | Працездатний вік | Постпрацездатний вік |
| -------- | ------- | ------------------ | ---------------- | -------------------- |
| Чоловіки | 736     | 209                | 493              | 34                   |
| Жінки    | 733     | 219                | 434              | 80                   |
| Разом    | 1469    | 428                | 927              | 114                  |